# Stefanie Reese
Stefanie Reese (* 15. Juni 1965 in Hameln) ist eine deutsche Bauingenieurin und Rektorin der Universität Siegen. 

## Leben
Stefanie Reese studierte nach dem Abitur am Hamelner Viktoria-Luise-Gymnasium in Hannover Bauingenieurwesen. Nach dem Diplom 1990 mit Auszeichnung wurde sie wissenschaftliche Mitarbeiterin am Institut für Mechanik der Technischen Universität Darmstadt. 1994 promovierte sie mit Auszeichnung  bei Peter Wriggers mit dem Thema: Theorie und Numerik des Stabilitätsverhaltens hyperelastischer Festkörper. 2002 habilitierte sie für das Lehrgebiet Mechanik mit dem Thema: Thermomechanische Modellierung gummiartiger Polymerstrukturen.
Von 2000 bis 2005 war Reese Professorin an der Ruhr-Universität Bochum, Fakultät für Bauingenieurwesen, AG Numerische Mechanik und Simulationstechnik. Danach war sie bis 2009 Professorin an der Technischen Universität Carolo-Wilhelmina zu Braunschweig, Fakultät für Maschinenbau, Institut für Festkörpermechanik. Im Jahr 2009 war sie als Professorin für Angewandte Mechanik an der RWTH Aachen tätig. Sie bekam 2009 einen Ruf von der Eidgenössischen Technischen Hochschule Zürich und 2015 von der University of Birmingham (UK) auf den Manufacturing Centre of Technology/Royal Academy of Engineering Chair in Modelling and Simulation of Complex Systems, die sie beide ablehnte. Am 8. August 2023 ist sie zur Rektorin der Universität Siegen gewählt worden. Ihre Amtszeit begann am 15. Dezember 2023.

## Auszeichnungen
- 1987 bis 1990: Stipendium der Studienstiftung des deutschen Volkes
- 1995: Forschungsstipendium der Deutschen Forschungsgemeinschaft
- 1995: Preis der Vereinigung von Freunden der Technischen Universität Darmstadt für hervorragende wissenschaftliche Leistungen
- 1999: Walter Kalkhof-Rose Gedächtnispreis der Akademie der Wissenschaften und der Literatur Mainz für hervorragende wissenschaftliche Leistungen
- 2006: Preis der Berlin-Brandenburgischen Akademie der Wissenschaften, gestiftet vom Verlag de Gruyter
- seit 2009: Korrespondierendes Mitglied der Braunschweigischen Wissenschaftlichen Gesellschaft
- seit 2010: Fellow der International Association for Computational Mechanics (IACM)
- 2011: Wahl zu einer der 25 einflussreichsten Ingenieurinnen Deutschlands (Wahl durchgeführt vom deutschen ingenieurinnenbund e.V.)
- seit 2013: Ordentliches Mitglied der Nordrhein-Westfälischen Akademie der Wissenschaften und der Künste
- seit 2014: Ordentliches Mitglied der Deutschen Akademie der Technikwissenschaften (acatech)